# Lauri Siering
Lauri Siering, née le 23 février 1957 à Pomona (Californie), est une nageuse américaine.

## Carrière
Lauri Siering participe aux Jeux olympiques d'été de 1976 à Montréal et remporte la médaille d'argent dans l'épreuve du 4 × 100 m 4 nages avec Shirley Babashoff, Linda Jezek et Camille Wright.